# 流萤
流萤（1927年—2005年11月23日），原名刘瀛，男，甘肃会宁人，中国报刊活动家、政治人物，曾任甘肃日报社总编辑，中共甘肃省委常委，甘肃省人大常委会副主任。